# لسلی نایتون
لِسلی نایتون (به انگلیسی: Leslie Knighton) (زادهٔ ۱۵ مارس ۱۸۸۷ - درگذشتهٔ ۱۰ مهٔ ۱۹۵۹) مربی فوتبال اهل انگلستان بود. او سابقهٔ مربی‌گری در باشگاه‌های آرسنال و چلسی را داشت.